# Oberberg Stiftung Matthias Gottschaldt
Die Oberberg Stiftung Matthias Gottschaldt ist eine gemeinnützige Stiftung mit Sitz in Berlin, die im Jahr 1998 gegründet wurde.

## Geschichte
Die Stiftung wurde 1998 von Edda Gottschaldt nach dem Tod von Matthias Gottschaldt (1939–1998) unter dem Namen „Prof. Dr. Matthias Gottschaldt Stiftung“ gegründet. Ab 2004 trug sie den Namen „Deutsche Suchtstiftung Matthias Gottschaldt“, bis sie im Zuge der inhaltlichen Weiterentwicklung im Juli 2009 in „Oberberg Stiftung Matthias Gottschaldt“ umbenannt wurde.
Die Zwecke der Oberberg Stiftung Matthias Gottschaldt sind gemeinnützig und werden operativ und fördernd umgesetzt. Die Stiftung fördert:
- wissenschaftliche Forschungsprojekte über „Entstehung, Verlauf, Prävention, Therapie und Rehabilitation von Abhängigkeitserkrankungen, deren psychosomatischen Begleiterkrankungen sowie deren Ursachen“[1]
- die Informationsvermittlung der Forschungsergebnisse an politische und andere Verantwortungsträger der Gesellschaft sowie an die Öffentlichkeit
- die Umsetzung der gewonnenen Erkenntnisse durch Praxisprojekte[2]

2009 wurde der Fokus der Förderaktivitäten auf die integrale Heilkunst erweitert.

## Vorstand und Stiftungsrat
Oberstes Führungsorgan ist der Stiftungsrat, dem wiederum die Vorsitzende Edda Gottschaldt vorsteht. Stellvertretender Vorsitzender ist Götz Mundle. Weitere Mitglieder sind  Astrid Bühren, Tobias Esch und Paul Kohtes. Zum Ehrenbeirat zählen Wilhelm Feuerlein sowie Hanfried Helmchen. Der Stiftungsrat tagt nicht öffentlich.

## Aktivitäten
Die Aktivitäten der Stiftung umfassen Expertenrunden und Symposien, u. a. zu den Themen Ärztegesundheit, Ernährung und Salutogenese. Im Zwei-Jahres-Turnus organisiert die Stiftung zusammen mit der Identity Foundation den interdisziplinären Kongress Meditation und Wissenschaft in Berlin. Ebenfalls alle zwei Jahre wird der Wilhelm-Feuerlein-Forschungspreis verliehen, mit dem wissenschaftliche Arbeiten über Abhängigkeitserkrankungen, Depression, Angst- und Persönlichkeitsstörungen ausgezeichnet werden.

## Veröffentlichungen (Auswahl)
- Horizonte öffnen – von der Psychosomatik zur integralen Heilkunst. Symposium 2009. E. Gottschaldt, Edition Oberberg Stiftung, Potsdam 2010.
- Alkohol und Medikamente: Von der Suchtmedizin zur integralen Heilkunst. M. Gottschaldt und E. Gottschaldt, Potsdam 2009
- Seelische Gesundheit im Gesundheitswesen. Symposium 2008. E. Gottschaldt, Edition Oberberg Stiftung, Potsdam 2009
- "Emotionale Krankheitsakzeptanz – ein Weg zur seelischen Gesundheit." G. Mundle und E. Gottschaldt, Prävention, 2008, (2) S. 54–56
- "Spiritualität in der psychosomatischen Medizin, ein Übungsweg für alle Beteiligten." G. Mundle, In: Willigis Jäger, Paul Kohtes  (Hrsg.): Zen@work. Manager und Meditation, Kamphausen, Bielefeld 2009, S. 13–149
- "Psychische Gesundheit am Arbeitsplatz in Deutschland." S. Kupper, H. Paulus, E. Gottschaldt, G. Mundle: Berufsverband Deutscher Psychologinnen und Psychologen (BDP) 2008; S. 31–36
- "Ärztegesundheit. Eine zentrale Aufgabe der Deutschen Suchtstiftung Matthias Gottschaldt." G. Mundle, Psychoneuro 2007, 33 (1+2), 3
- "Suchttherapie bei abhängigen Ärzten (Strategien der Prävention und Therapie)." G. Mundle, H. B. Jurkat, C. Reimer, K. Beelmann, M. Kaufmann, K. F. Cimander: Psychotherapeut 2007 [52], S. 273–279
- "Suchttherapie bei Ärzten. Das Interventionsprogramm der Ärztekammer Hamburg." G. Mundle: MedReview 2006, (2) 8–9